# Alexander Török
Alexander Török (* 2. November 1914 in Wien, Österreich-Ungarn; † nach 1980) war ein ungarischer und deutscher Diplomat. Er war zuletzt Botschafter der Bundesrepublik Deutschland im Senegal und zugleich für Gambia.

## Leben
Alexander (Sándor) Töröks Eltern waren Ungarn. Er studierte Rechtswissenschaft und Staatswissenschaften in Budapest. Gemäß einem Vorwurf, der 1965 von dem Journalisten Jenő Lévai erhoben wurde, soll er 1943 in die Partei Pfeilkreuzler, Mitgliedsnummer 603 826, eingetreten und Mitglied der nationalistischen Studentenorganisation Turul Bajtársi Szövetség gewesen sein, welche die Loránd-Eötvös-Universität in Budapest „judenrein“ machte. 
Török wurde an der Universität Budapest promoviert und führte den akademischen Grad Doktor der Staatswissenschaften (Dr. rer. pol.) Er trat 1939 in den ungarischen auswärtigen Dienst ein. Von 1940 bis 1943 war er als Hilfssekretär am ungarischen Generalkonsulat in Kronstadt in Rumänien akkreditiert. Von Dezember 1944 bis Mai 1945 war er Legationssekretär an der ungarischen Gesandtschaft in Berlin.
Von 1945 bis 1947 war er Sekretär des Ungarischen Roten Kreuzes. 1948 kam er nach Berlin. Von 1948 bis 1950 war er Wissenschaftliche Hilfskraft am Kaiser-Wilhelm-Institut für Völkerrecht in Berlin. Er war Dozent an der Deutschen Hochschule für Politik. Török war freier Redakteur des Nordwestdeutschen Rundfunks.
Im Jahr 1950 erwarb Török die deutsche Staatsangehörigkeit und wurde im Auswärtigen Amt in Bonn eingestellt. Von 1950 bis 1953 war er zunächst am Generalkonsulat in Amsterdam, seit der Aufwertung zur Botschaft Mitte 1951 in Den Haag akkreditiert. In dieser Zeit betreute er die deutsche Delegation, die in Wassenaar mit Vertretern der israelischen Regierung und der Jewish Claims Conference das Luxemburger Abkommen über die Entschädigung von NS-Opfern aushandelte.
Von 1953 bis 1956 wurde Török in Bonn als Legationsrat beschäftigt. Von 1956 bis 1959 war er Stellvertreter von Werner Gregor an der Botschaft in Tunis. Von 1963 bis 1965 leitete er im Außenministerium ein Referat Wirtschaftsbeziehungen zu Afrika südlich der Sahara. Im Sommer 1965 wurde Török zum Stellvertreter des Botschafters Rolf Friedemann Pauls in Tel Aviv bestellt, musste aber zur Klärung der gegen ihn erhobenen Vorwürfe zunächst nach Bonn zurückkehren. Nachdem das von ihm selbst beantragte Disziplinarverfahren gegen sich selbst mit einer Entlastung beendet war, übernahm Török erneut von 1966 bis Anfang 1968 die ihm übertragene Funktion als Botschaftsrat I. Klasse in Tel Aviv. Der Journalist Shlomo Ahronson schrieb in Haaretz über die Ernennung von Török und des ebenfalls stark belasteten Pauls, dass im deutschen Auswärtigen Amt die Vergangenheit keine Rolle zu spielen scheine und stellte fest, dass man sich als Soldat oder Diplomat in den Dienst antisemitischer, faschistischer Regime gestellt hatte, hindere einen nicht an einer Nachkriegskarriere, sogar dann nicht, wenn diese nach Israel führte.
1968 wechselte er als Botschafter in Zypern nach Nikosia. Dort blieb er bis 1973 und war dann von 1973 bis 1979 in Dakar als Botschafter im Senegal und zugleich für Gambia. 1969 hatte er das Bundesverdienstkreuz Erster Klasse erhalten. Nach seiner Pensionierung lebte Török in Bad Ems.